# Peel P50

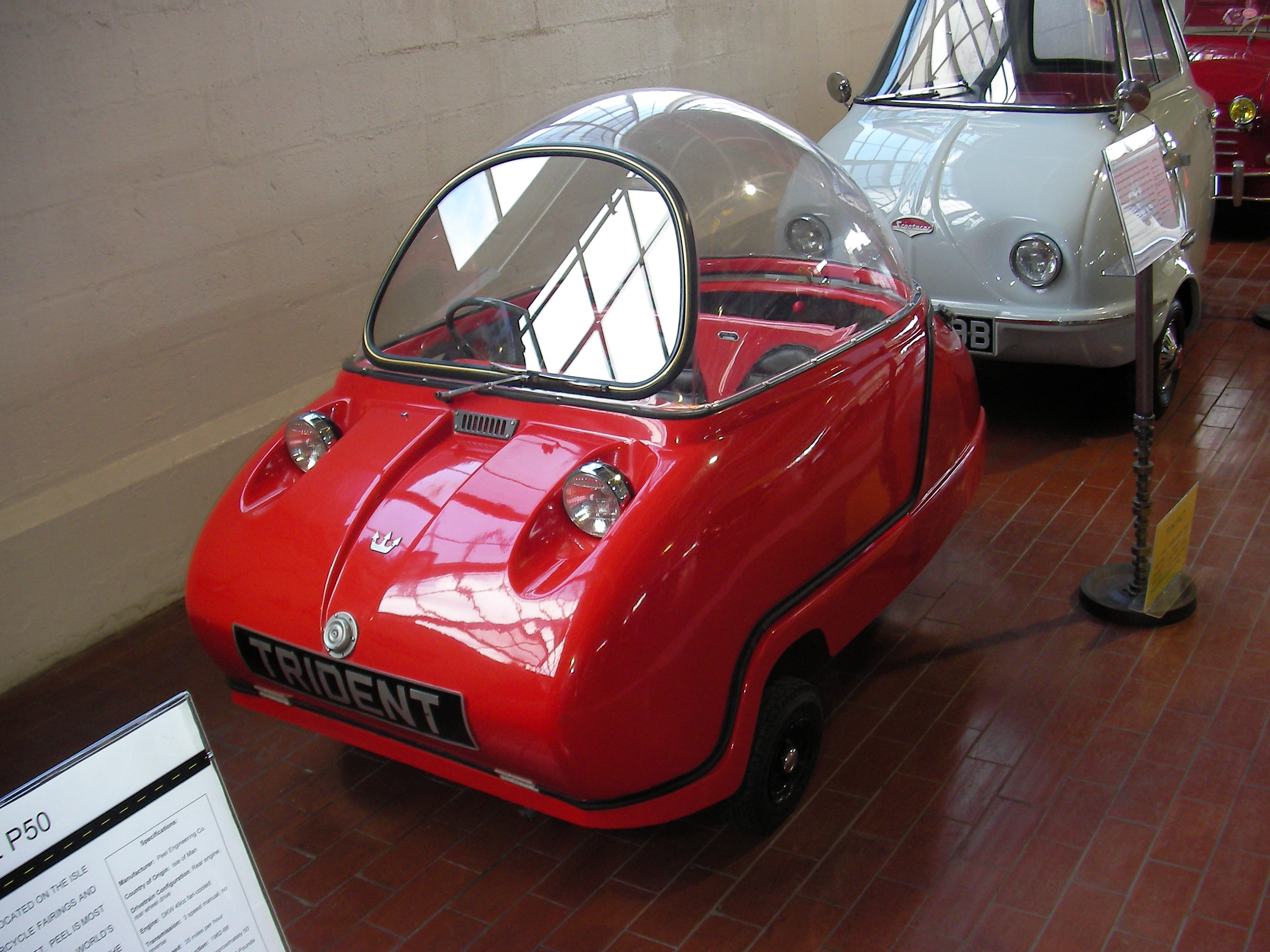
Peel Trident

Peel P50 är en trehjulig mikrobil som ursprungligen tillverkades mellan 1962 och 1965 av Peel Engineering Company på Isle of Man. Den har ingen backväxel, men ett handtag på baksidan gör det mycket lätt att fysiskt manövrera bilen vid behov.

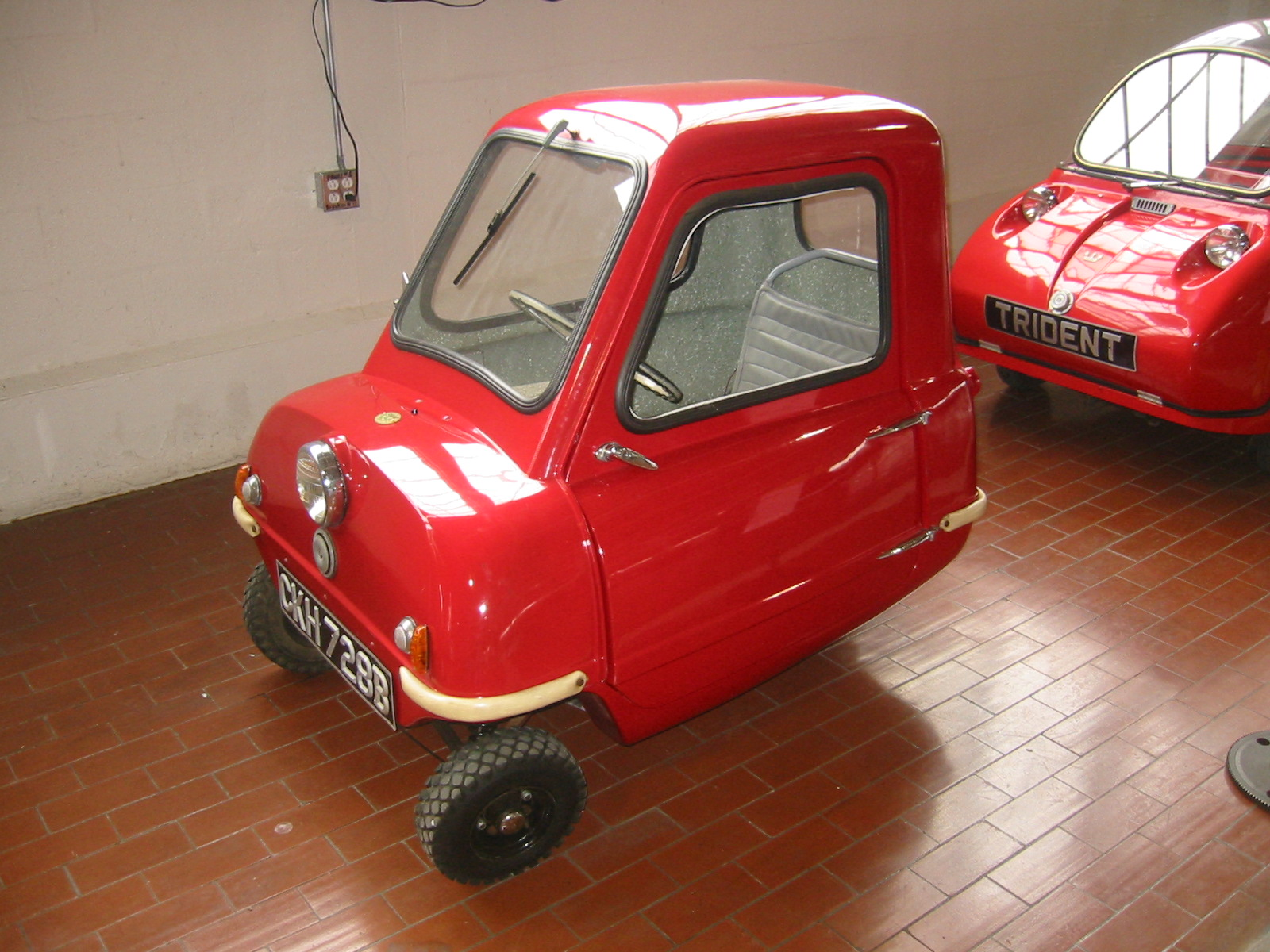
Peel P-50, världens minsta bil.

Den var designad som en stadsbil och marknadsförd som en bil med sittplatserna "en vuxen och en kasse". Fordonets enda dörr var på vänster sida och i utrustningen ingick en vindrutetorkare och endast en strålkastare. Standardfärger var Daytona White, Dragon Red och Dark Blue. 1963 års modell kostade 199 GBP som ny. Ca 50 stycken producerades och 27 stycken lär fortfarande existera.
Under 2010 producerades en replika-version av bolaget Peel Engineering Ltd, baserat i England (inte att förväxla med den ursprungliga Peel Engineering Company från Isle of Man). Externt var denna bil mycket lik originalet, men den hade stora skillnader i fjädring, styrning och drivlina. Den hade en elektrisk motor och toppfarten var 16 km/t. Replika-versionen var inte laglig att framföra på väg. De ursprungliga färgerna användes på modellerna under 2010 men Dark Blue ersattes av Capri Blue.
Under 2011 producerades en ny version laglig att framföra på väg. Den fanns med både bensin- och eldrift.

## Fordonsdata
Peel P50 är 137,2 cm lång och 99,1 cm bred. Den har en tjänstevikt på 59 kg.

## 1962–1965
P50 hade åren 1962–1965 en 49 cc DKW motor som gav den en toppfart på ca 60 km/t. Den var utrustad med en treväxlad manuell växellåda utan backväxel. Den kan vända på ett mycket litet utrymme genom att man lyfter bilen med handtaget på baksidan och fysiskt drar runt den. Bränsleförbrukningen lär ligga på ca 0,28 l/mil.
Peel P50 tillverkades mellan 1962 och 1965 men Peel Trident fortsatte att tillverkas till 1966.
Även prototypen Peel P55 Saloon Scooter har överlevt. Till skillnad från produktionens Peel P50 (tillsammans med all utveckling och repliker därav), använde denna prototyp den mindre stabila layouten med ett hjul fram och två bak.
Peel P50 såldes nya från fabrik för 199 GBP.
Den 15 februari 2013 såldes en 1964 Peel P50 (med registreringsnummer ARX 37B) på Bruce Weiner RM Auction. Priset lär ha nått över 120 000 USD.

## 2011
Under 2011 gick affärsmännen Gary Hillman och Faizal Khan till TV-programmet Dragon’s Den (Draknästet) och bad om
80 000 GBP. De fick investeringen och började arbeta på att sätta de återupplivade modellerna i produktion. En kort tid fanns det tre modeller tillgängliga, Gas, Eco och Fun, men Fun slutade snart tillverkas. Hastigheten är elektroniskt begränsad till 45 km/t, men kan ökas på köparens begäran. 
Andy Carter har även byggt exakta Peel P50-replikor i sin verkstad i Nottinghamshire sedan tidigt 1980-tal.

## Legal
Peel P50 var och är fortfarande laglig att framföra på väg i Storbritannien, och är i kategorin "trehjuling", mindre än 8 long cwt (900 lb, 410 kg). Peel P50 är nu även laglig att framföra på väg i USA. Bilar exporterades även till andra länder, och klassificeras ibland som en moped 
(t.ex. P50 som gick till Finland).

## Media
Den 28 oktober 2007 var en P50 med i BBC TV-programmet Top Gear. Programledaren Jeremy Clarkson körde bilen genom centrala London till arbetet och även i korridorerna på BBC:s kontor. Bilen förekom också i en episod 2009 av The Xtra Factor, där Holly Willoughby körde bilen in i X Factorstudion. En P50 dök upp igen i en Top Gear episod 2013 då den ställdes mot en "P45", ett mindre, väg-lagligt fordon som konstruerats och byggts för showen av studenter från Coventry University.